# Wybory parlamentarne na Nauru w 2010 roku (czerwiec)
Wybory parlamentarne na Nauru odbyły się 19 czerwca 2010. Były drugimi wyborami w ciągu roku, po wyborach z kwietnia 2010, które doprowadziły do równego podziału mandatów między dwoma przeciwstawnymi blokami, co spowodowało kryzys polityczny na wyspie.
Wybory po raz kolejny nie doprowadziły do wyraźnego rozstrzygnięcia. Choć najwięcej mandatów (9) zdobyli zwolennicy urzędującego prezydenta Marcusa Stephena, nie uzyskali oni większości parlamentarnej. Do parlamentu dostał się jeden niezależny deputowany oraz 8 deputowanych stanowiących blok opozycji.

## Organizacja wyborów
Parlament Nauru składa się z 18 deputowanych wybieranych na 3-letnią kadencję. Po każdych wyborach parlament dokonuje wyboru nowego szefa państwa. Wcześniejsze wybory parlamentarne odbyły się 24 kwietnia 2010. W ich wyniku do parlamentu dostało się 9 zwolenników oraz 9 przeciwników administracji urzędującego prezydenta Marcusa Stephena. Doprowadziło do trwającego 7 tygodni kryzysu politycznego, w czasie którego wyłoniony parlament nie był w stanie dokonać elekcji nowego szefa państwa.
W sytuacji przeciągającego się kryzysu 11 czerwca 2010 Marcus Stephen, wykonujący obowiązki prezydenta do czasu wyboru nowej głowy państwa, po raz kolejny rozwiązał parlament i zarządził nowe wybory parlamentarne na 19 czerwca 2010. Decyzję argumentował potrzebą wyboru władz posiadających pełny mandat wyborczy oraz niekorzystnymi następstwami przeciągającego się kryzysu dla gospodarki, stabilności społecznej i międzynarodowego wizerunku wyspy. Tego samego dnia wprowadził stan wyjątkowy, obowiązujący maksymalnie przez 21 dni lub do czasu wyboru nowego prezydenta.

## Wyniki wyborów
W wyniku wyborów do parlamentu dostało się 17 dotychczasowych i jeden nowy deputowany. 9 deputowanych spośród 17 dotychczasowych popierało administrację prezydenta Stephena, a pozostałych 8 stało do niej w opozycji. Nowo wybrany deputowany Milton Dube z okręgu Aiwo deklarował się jako niezależny, gotowy udzielić wsparcia obozowi, który wykaże zainteresowanie rozwiązaniem problemów mieszkańców jego macierzystego okręgu. Jednym z nich był unoszący się pył fosforanowy z miejscowego zakładu chemicznego. Oba obozy wyraziły gotowość do rozmów z nim. Jego poparcie zapewniłoby większość parlamentarną rządzącej koalicji lub doprowadziłoby do ponownego równego podziału miejsc w izbie w przypadku jego poparcia dla opozycji. Deputowany Dube pozostał jednak niezrzeszony, deklarując gotowość współpracy z dwoma stronami w imię interesów swoich wyborców.

## Wybór prezydenta
W kolejnych tygodniach politycy podejmowali próby przełamania impasu politycznego i organizacji wyboru nowego prezydenta. 30 czerwca 2010 Aloysius Amwano z opozycji został wybrany przewodniczącym parlamentu. Objął urząd pod warunkiem rezygnacji ze stanowiska przez prezydenta Marcusa Stephena. Prezydent wyraził zgodę, stawiając z kolei warunek, że nowy szef państwa pochodzić będzie z obozu rządowego. 5 lipca 2010 prezydent przedłużył obowiązujący w kraju stan wyjątkowy do czasu wyboru nowej głowy państwa.
Przewodniczący parlamentu Aloysius Amwano zwołał na 6 lipca 2010 posiedzenie izby, mające dokonać wyboru nowego prezydenta. Tego dnia deputowany Rykers Solomon zdecydował się opuścić szeregi opozycji i przejść na stronę obozu rządowego, zapewniając mu w ten sposób większość głosów potrzebnych do wyboru prezydenta. Aloysius Amwano nie przyjął jednak wniosku w sprawie przeprowadzenia głosowania i zawiesił posiedzenie parlamentu do 8 lipca 2010. Zażądał również przeprosin od dwóch deputowanych, którzy jego zdaniem mieli go obrazić podczas wywiadu prasowego. 7 lipca 2010 prezydent usunął go z funkcji przewodniczącego parlamentu pod zarzutem naruszenia konstytucji. Amwano odmówił złożenia urzędu.